# Хультлинг, Катарина
Е́ва Мари́я (Катари́на) Ху́льтлинг (швед. Eva Maria 'Katarina' Hultling, в замужестве Хультлинг-Шёберг (Hultling Sjöberg); род. 5 декабря 1954) — шведская спортивная журналистка и телеведущая, ранее — кёрлингистка.

## Ранние годы
Родилась в семье актёра Артура Хультлинга. Выросла в Стокгольме и Вестеросе. По окончании музыкальной гимназии Адольфа Фредрикса работала телефонисткой в отеля Reisen в Стокгольме. Мечтала стать актрисой и поступала в театральную школу, но не прошла по конкурсу. Вместо этого поступила на факультет журналистики и начала работу в качестве репортер на радио Вермланда.

## Кёрлинг
Одновременно Хультлинг серьёзно занималась спортом и в течение нескольких лет выступала на высшем уровне в соревнованиях по кёрлингу. Входила шведскую сборную, в составе которой выиграла два серебра чемпионата мира, а также два золота и два серебра чемпионата Европы.
Играла в основном на позиции третьего. На национальном уровне играла в командах кёрлинг-клубов Amatörföreningens CK (Стокгольм) и Karlstads CK (Карлстад).

### Достижения
- Чемпионат мира по кёрлингу среди женщин: серебро (1979, 1982).
- Чемпионат Европы по кёрлингу: золото (1982, 1983), серебро (1979, 1981).
- Чемпионат Швеции по кёрлингу среди женщин: золото (1979, 1982)[2].
- Чемпионат Швеции по кёрлингу среди смешанных команд: золото (1982).

### Команды
| Сезон                                          | Четвёртый         | Третий             | Второй                 | Первый          | Турниры           |
| ---------------------------------------------- | ----------------- | ------------------ | ---------------------- | --------------- | ----------------- |
| 1978—79                                        | Биргитта Тёрн     | Катарина Хультлинг | Сусанна Гюннинг-Эдлинг | Гунилла Бергман | ЧМ 1979           |
| 1979—80                                        | Биргитта Тёрн     | Катарина Хультлинг | Сусанна Гюннинг-Эдлинг | Гунилла Бергман | ЧЕ 1979           |
| 1981—82                                        | Элизабет Хёгстрём | Катарина Хультлинг | Биргитта Севик         | Карин Шёгрен    | ЧЕ 1981 · ЧМ 1982 |
| 1982—83                                        | Элизабет Хёгстрём | Катарина Хультлинг | Биргитта Севик         | Карин Шёгрен    | ЧЕ 1982           |
| 1983—84                                        | Элизабет Хёгстрём | Катарина Хультлинг | Биргитта Севик         | Карин Шёгрен    | ЧЕ 1983           |
| Кёрлинг среди смешанных команд (mixed curling) |                   |                    |                        |                 |                   |
| 1982                                           | Пелле Линдеман    | Катарина Хультлинг | Хокан Столбро          | Биргитта Севик  | ЧШСК 1982         |

(скипы выделены полужирным шрифтом)

## Карьера в журналистике
По окончании спортивной карьеры поступила на работу в качестве ведущей на национальное радио. Вела репортаж с чемпионата мира по кёрлингу в марте 1985 года, затем перешла на работу в спортивную программу новостей Sveriges Television. Во второй половине 1987 года стала ведущей тележурнала 20:00. В 1989—1992 году выпускала программу Året med kungafamiljen («Год с королевской семьей»), а также готовила репортажи с Нобелевского ужина. В 1993 году она вернулась в спортивную редакцию, где работала над новостными передачами.
23 декабря 2007 года, после более чем 1 600 эфиров, в последний раз провела программу Sportspegeln. После этого перешла на работу на TV4, где заняла должность комментатор соревнований по кёрлингу и фигурному катанию.
В 2009 году участвовала в реалити-шоу Kändisdjungeln (шведский аналог британской программы I’m a Celebrity…Get Me Out of Here!).

## Личная жизнь
В июне 1987 года сочеталась браком с репортёром радио Класом Шёбергом (Claes Sjöberg). В 1990 году у пары родился сын Виктор. В середине 1990-х годов познакомилась со своим нынешним партнёром, спортивным журналистом Альбертом Сванбергом (Albert Svanberg).
В марте 2012 года Хультлин в шведском телевизионном ток-шоу Skavlan рассказала, что у неё был диагностирован рак молочной железы и продемонстрировала последствия химиотерапии.